# Viitajärvi (sjö i Lappland)
Viitajärvi är en sjö i Finland. Den ligger i kommunen Torneå i landskapet Lappland, i den norra delen av landet, 600 km norr om huvudstaden Helsingfors. Viitajärvi ligger 31,9 meter över havet. Arean är 23,6 hektar och strandlinjen är 2,59 kilometer lång. Sjön  ingår i Kaakamojokis huvudavrinningsområde. 